# Бицарета (Кремона)
Бицарета је насеље у Италији у округу Кремона, региону Ломбардија.
Према процени из 2011. у насељу је живело 12 становника. Насеље се налази на надморској висини од 103 м.